# 발시

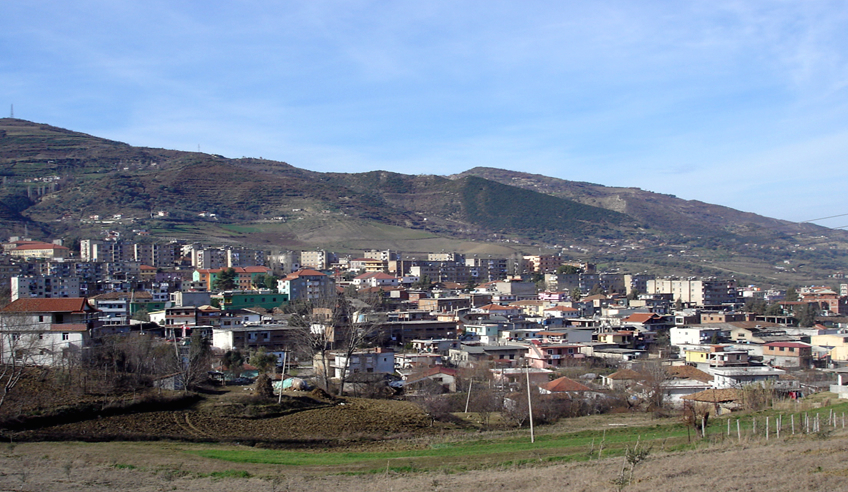
발시

발시(알바니아어: Ballsh)는 알바니아 남부 피에르주의 도시로 높이는 231m, 인구는 7,657명(2011년 기준)이다. 천연 석유 매장량이 높은 편이며 사회주의 시대에 건설된 정유 시설이 들어서 있다.